# Третьяков, Алексей Ильич
Алексе́й Ильи́ч Третьяко́в (26 марта 1914, село Доброе, Тамбовской губернии — 3 марта 1963, Ленинград) — советский художник, живописец, представитель ленинградской академической школы живописи. Член Союза советских художников Якутии с 1942 года, член Краснодарского отделения Союза художников с 1947 года, кандидат в Ленинградский Союз советских художников с 1957 года. Участник около двадцати выставок различного уровня с 1933 года.

## Биография
Алексей Третьяков родился 26 марта 1914 года в селе Доброе Тамбовской губернии (прим.: позднее село относилось к Воронежской обл.., затем к Рязанской, сейчас это Липецкая область). Родители — крестьяне-бедняки, в семье шестеро детей. Из сельской школы был направлен в Тамбовский Художественный техникум, который окончил в 1933 году. Педсовет техникума и областного отдела народного образования ЦЧО командировали Алексея Третьякова в Академию художеств в Ленинград с формулировкой «…проявил особую склонность к станковой живописи» и «ходатайствуют о принятии тов. Третьякова на живописный факультет». Из-за отсутствия средств поехал в Ленинград не сразу, — год работал преподавателем рисунка и черчения в школе Липецкстроя и заведовал Станцией художественного воспитания детей. В это же время, в 19-ти летнем возрасте, участвовал в своей первой выставке «Художники ЦЧО», проходившей в Воронеже в 1933 году.
В 1934 году Алексей Третьяков поступил на подготовительные классы при Всероссийской Академии художеств, откуда без экзаменов, как отличник, был переведен на первый курс живописного факультета в 1937 году. Это тот самый знаменитый набор, когда в 1934 году было подано 500 заявлений, вступительные испытания прошли 60 человек, а из этих 60-ти поступили в Академию в 1937 году только одиннадцать. Факт этот стал известным благодаря воспоминаниям Семена Ароновича Ротницкого, художника, фронтовика, однокурсника студента Третьякова. В своей книге Ротницкий упоминает Третьякова, как своего товарища, с которым они вместе на третьем курсе выбрали мастерскую профессора Чепцова Ефима Михайловича.
В июне 1941 года Алексей Третьяков окончил четвёртый курс и был переведен на пятый — преддипломный. Началась Великая Отечественная война. Художники нужны были геодезистам и топографам для разработки карт местности, — в то время их вручную отрисовывали по данным геодезической съемки. И Третьяков был направлен в составе геолого-разведочной экспедиции в районы Северо-Восточной Сибири. Экспедиция проходила в труднодоступной местности Якутии — предгорьях Китчанского и Верхоянского хребта, долин реки Лена, Чона, Вилюй. Там художник в полной мере разделил с геологами все трудности выживания в дикой тайге, порой находясь на грани гибели. В домашнем архиве семьи художника сохранились таёжные блокноты-дневники, где наряду с карандашными зарисовками, есть много интересных записей — размышления о живописи, о художниках, а также о том как проходила экспедиция.
Свою работу художник совмещал с живописью. За четыре года было написано множество таёжных пейзажей, видов якутских деревень, сюжетов из жизни оленеводов и охотников, портретов местных жителей. Многие этюды сделаны в труднодоступной местности, где никогда не писали художники: «Спуск в Кутурчинскую долину», «Мухтубуйский лес», «Порог Улан-Хана в верховьях Вилюя», «На оленьем стойбище», «Пушно-промысловая станция Китчаны». Большая часть поселений в этих районах сейчас уже не существует, — это закрытые территории.
С осени 1941 года в Якутске стали ежегодно проходить Республиканские художественные выставки, — отчетные, посвященные Великой Отечественной войне, годовщине РККА. В каждой из них принимал участие художник Третьяков. В 1945 году были приобретены восемь его картин Якутским Художественным музеем им. Е. М. Ярославского. В своих работах Третьяков показал Якутию военного времени, которая поставляла стране для фронта стратегическое сырье и продукты, все промысловые артели работали на оборону, при том, что местное население вымирало целыми районами от голода и холода. О трагедии и героизме Якутии сейчас много рассекреченных материалов.
В 1950-х годах Музей-усадьба Н. Г. Чернышевского в Саратове заинтересовался картинами художника с видами старого Вилюйска и окрестностей — местами, где отбывал ссылку Н. Г. Чернышевский, и этим музеем была приобретена серия Вилюйских этюдов и картин.
Осенью 1945 года Алексей возвратился в Академию и продолжил обучение на пятом курсе живописного факультета по мастерской профессора Б. В. Иогансона. В конце 1946 г. получил Свидетельство об окончании полного курса Академии с правом предоставить дипломную работу в течение двух лет и правом преподавать в художественных училищах. В январе 1947 г., по назначению Всесоюзного комитета по делам искусств при СМ СССР, дирекция ВАХ направила Третьякова в Краснодарское художественное училище преподавать профильные дисциплины. Параллельно молодой художник-педагог руководил также художественной студией в Краснодарском товариществе «Художник», которое впоследствии стало называться «Художественные мастерские Краснодарского отделения Художественного фонда СССР», работал членом краевого правления и Худ. совета. Вместе с другими кубанскими художниками активно участвовал в послевоенных Краснодарских краевых и межзональных выставках Юга России 1947—1956 годов. Тематика работ этого периода — восстановление народного хозяйства в совхозах Кубани — виноградники Геленджика, фруктовые сады, птицефермы, портреты героев труда и, конечно же, пейзажи — река Псекупс, побережье Хосты, горные села Северного Кавказа…
В 1956 году Третьяков возвратился в Ленинград. Работал в живописно-скульптурном комбинате Ленинградского отделения Худ. фонда РСФСР, затем в Союзе художников СССР. Преподавал в изо-студии Ленинградского базового матросского клуба. Участвовал в выставке к юбилею Советской власти в 1957 году, которая проходила в Государственном Русском музее, выставке «Советская Россия» в 1960 году, осенних выставках ленинградских художников в залах ЛОСХ. В эти годы основной темой стали городские пейзажи и пригороды. Шла подготовка к персональной выставке…
Алексей Ильич Третьяков умер 3 марта 1963 года, в возрасте 48 лет.
Спустя почти 40 лет, в залах Союза художников на Большой Морской, состоялась выставка его работ под названием «Ленинград пятидесятых» (Галерея «Голубая гостиная», сентябрь 2000 г.).
Много работ художника хранятся в частных собраниях и музеях Санкт-Петербурга, Москвы, Краснодара, Сочи, Саратова, Воронежа, Якутска. В том числе, — есть работа в Научно-исследовательском музее при Российской академии художеств, а также Метрострой СПб приобрел для своего музея две картины 1962 года о строительстве первого Ленинградского метрополитена. Часть работ находятся за рубежом, в частности, в Израиле и США.
Большинство довоенных работ сгорело во время войны в Академии, которые он в 1941 году сдавал на хранение вместе с другими иногородними студентами. Есть информация о четырёх бомбах, попавших в здание Академии Художеств, видимо от одной из них и пострадало хранилище Методфонда.